# Cratere Ailar
Ailar  è un cratere sulla superficie di Venere.